# Wessel (buurtschap)
Wessel is een buurtschap in de gemeente Barneveld in de Nederlandse provincie Gelderland.
De eerste verwijzingen naar de buurtschap Wessel zijn van 1146 (genaamd Wehsle) en 1183 (genaamde Wesle). In de 15e eeuw lezen we over de "Erve ende gued te Wassel in den kerspele van Barnevelt" (ong. 1430). Het is later ook bekend als Wijssel maar na 1572 is het bekend als Wessel.
Over de oorsprong van de naam is weinig bekend. De notie dat de buurt (de buurtschap) van Wessel zijn naam heeft te danken aan een baron Van Wessel, een jagermeester, is onzeker.
In de directe omgeving van de buurtschap Wessel vinden we de volgende geografische namen: 'Wesselsche beek', 'Wesselse omloop', 'Wesselse hof', 'Wesseler Maelsc(h)ap', 'Café Wessel', 'Wesselse Hoef', 'Maelscap va[n] Wessell', 'Wesselse allee', 'Wesselseheide', 'Wesselseveld' en 'Wesselse Voetpad'.
De familienaam VAN WESSEL is vrijwel zeker afkomstig uit deze omgeving met de eerste vermeldingen in de eerste helft van de 14e eeuw.